# الحق الإسلامي في الاختلاف الفكري
الحق الإسلامي في الاختلاف الفكري هو كتاب للفيلسوف المغربي و الأكاديمي و المتخصص في المنطق طه عبد الرحمن ، . و قد صدرت الطبعة
الأولى من هذا العمل الفكري عام 2005 عن المركز الثقافي العربي بمدينة الدار البيضاء المغربية.
و قد قسم الكتاب إلى أبواب ثلاثة لكل باب مدخل خاص يمهد لمحتوى الفصول التي تندرج فيه؛ وقد نحى الكاتب في البابين الأولين منحى تقويميا، إذ اشتغل بانتقاد الواقع الكوني في ضيقه وعنفه ؛ ونحى في الباب الثالث منحى تأسيسيا، إذ اجتهد في وضع بعض الأسس الكونية أكثر تنوعا وتوسعا انطلاقا من الخصوصية الإيمانية والأخلاقية للدين الإسلامي.

## الغاية من الكتاب
يسعى المؤلف من خلال هذا الكتاب إلى إبراز الروح الخاصة التي تميز الجواب الإسلامي والتي تؤمن للأمة المسلمة حق الاختلاف في فكرها عن الأمم الأخرى ولو كانت أشد منها بأسا، و بيان خصوصية الجواب الإسلامي، مثبتا للأمة الإسلامية حقها في الاختلاف الفكري؛

## محتوى الكتاب
المدخل العام في الجواب الإسلامي
الباب الأول: الواقع الكوني والنقد الإيماني
مدخل الباب الأول
- الفصل الأول: اختلاف القيم وتقرير التصادم
- الفصل الثاني: تدمير القيم الإسلامية
- الفصل الثالث: تفضيل القيم الأمريكية

الباب الثاني: الواقع الكوني والنقد الأخلاقي
مدخل الباب الثاني
- الفصل الرابع: الاختلاف الفكري ووقاحة الاستعلاء
- الفصل الخامس: الفكر الاثنيني ووقاحة الإنكار
- الفصل السادس: الفكر الأخدي ووقاحة الاجتثاث
- الباب الثالث: تفعيل الإيمان وتأصيل الأخلاق

مدخل الباب الثالث
- الفصل السابع: تفعيل الإيمان وجهد الارتقاء
- الفصل الثامن: تأصيل الأخلاق وجهد الاكتمال

الخاتمة: لم الخوف من الإبداع؟

## ملخص الكتاب
تقوم هذه الخصائص المميزة للاختلافية الإسلامية على ركيزتين جوهريتين: الأولى هي مبدأ تنوع الآيات، الذي يتجلى بشكل واضح في تعدد الآيات الكونية، والثانية هي مبدأ تنوع البشر، الذي يظهر جليا في اختلاف الأمم.
كما  يتضح أن جوهر المنظور الإسلامي في الإجابة عن تساؤلات العصر الحاضر يتجسد في حقيقتين أساسيتين: الأولى هي  خصوصية إيمانية ، الذي يُكتسب من خلال التأمل في شتى الآيات، أي عبر النظر الملكوتي الذي يشكل الأساس للنظر الملكي؛ والثانية هي خصوصية أخلاقية ، التي تُكتسب من خلال التفاعل مع مختلف الأفراد والشعوب، أي من خلال العمل التعارفي الذي يؤسس للعمل التعاوني. وتكفي هاتان الحقيقتان لتحديد طبيعة المنظور الإسلامي المتميز.
و يميز طه عبد الرحمن في الكونية بين مبدأ الكونية و واقع الكونية، من جهة أن مبدأ الكونية قيمة تحقق الاتفاق بين الأمم، أما واقع الكونية فهو الكونية الراهنة ، كما يفصل مختلف المفاسد الثقافية أو القيمية التي تَسَبب فيها للأمة المسلمة الواقع الكوني والتي تمثلت في مجملها بقطع اتصالها، من خلال ما يسميه الكاتب الاستتباع الثقافي والتخريب الثقافي والتنميط الثقافي والتلبيس الأخلاقي. و يقترح طرقا لمواجهتها و كذا بيان كيف أنهم ينسبون إلى قيمهم الأفضلية على غيرها، ويرون أنهم محقون في إلزام باقي الأمم بها.

## نقد
يمثل الكتاب خطوة أولى في ميدان الكتابة التحليلية للواقع و تأسيسا نظريا قويا لخطاب إسلامي في مستوى إشكاليات العصر ،كما تتسم كتاباته بصرامتها المنطقية و تأسيسه المفاهيمي ومنهجيته المضبوطة ، لكن حسب الباحث محمد الهداج نجد في بعض انتقادات الأستاذ لبعض النظريات غياب شرط المناسبة ونقصا في الشواهد.

## اقتباسات
- أن تقدم العقل، بدل أن يُفضي إلى تمكنه، أفضى، على العكس من ذلك، إلى تسيبه، وأن انتصار العقلانية، بدل أن يصحبه ازدهارها، صحبه على خلاف ذلك، انحلالها وتمثل هذا التسيب أو الانحلال في ظهور قيم متعددة يصادم بعضها بعضا.
- ولا تكتفي االلبيرالية بالفصل بين السياسة والأخلاق، بل تتجاوز ذلك إلى جعل الجانب السياسي مقدما على الجانب الأخلاقي وإلى حصره في القيم اللبيرالية كالحرية والمساواة والعدل وحدها